# Llau de Farmicó
La llau de Farmicó és una llau del terme municipal de Castell de Mur, dins de l'antic terme de Mur, en territori de l'antiga caseria de Miravet.
Es forma a sota de l'extrem sud-est de la Serra del Meüll, al Vedat de la Grisa, a l'extrem sud-oest de la Cornassa. Des d'aquell lloc davalla cap al sud, deixant les ruïnes de la Grisa a llevant. En aquell lloc es decanta cap al sud-oest, passa pel costat de llevant de la Solana de la Cornassa i arriba al Vedat de Farmicó; poc després travessa el Camí de Farmicó i desaigua al barranc de la Censada.